# Кальпурнии
Кальпу́рнии (лат. Calpurnii) — римский род, ведший начало от Кальпа, предполагаемого сына Нумы, но, тем не менее, причислявшийся к плебейским.

## Известные представители
- Гай Кальпурний Пизон (ум. 180 до н. э.), консул 180 года до н. э.;
- Луций Кальпурний Пизон Цезонин (ум. после 148 до н. э.), консул Республики в 148 до н. э., участник 3-й Пунической войны (149/148—146 годы до н. э.);
- (Гней или Луций) Кальпурний Пизон (ум. после 139 до н. э.), консул 139 г. до н. э.;
- Квинт Кальпурний Пизон (ум. после 135 до н. э.), консул в 135 году до н. э. Согласно одной из версий, во время своего консульства был разбит у Нуманции (провинция Ближняя Испания);
- Луций Кальпурний Пизон Фруги (ок. 177 — после 133 до н. э.), народный трибун в 149 до н. э., проведший закон о вымогательствах, консул 133 года, сражавшийся с восставшими рабами в Сицилии, позже противник Гая Гракха; написал летопись Рима от начала до своих дней;
- Луций Кальпурний Пизон Цезонин (ум. 107 до н. э.), консул в 112 до н. э. Погиб в сражении с гельветами в Трансальпийской Галлии;
- Луций Кальпурний Пизон Фруги (ум. ок. 111 до н. э.), претор около 112 г. до н. э. Наместник Дальней Испании, где погиб в одной из стычек с местными племенами;
- Луций Кальпурний Бестия (ок. 154[2] — после 109 до н. э.), консул 111 года до н. э[2]., вёл войну с Югуртой, но, подкупленный, заключил мир. Отец супруги Публия Антистия и предполагаемый дед плебейского трибуна 62 года[3][4];
- (Кальпурний) Бестия[укр.] (ум. после 90 до н. э.), один из «самых видных сенаторов», который в 90 году до н. э., «не дождавшись вызова в суд, удалился в изгнание, чтобы не отдаться в руки противников»[5]. Подавляющим большинством антиковедов отождествляется с предыдущим[6][7][8], однако Гордон Келли всё же предположил, что этот нобиль мог приходиться сыном Бестии-консулу[9] и отцом Бестии-эдилу[3][4];
- Кальпурния Бестия (ум. 82 до н. э.), предполагаемая дочь консула 111 года до н. э. и, следовательно, тётка народного трибуна 62 до н. э[3]. Жена народного трибуна 88 и плебейского эдила 86 гг. до н. э. Публия Антистия, имевшая от него дочь, ставшую впоследствии первой супругой Помпея. Когда в 82 году Антистия убил в курии Гостилия Брут Дамасипп, Кальпурния покончила с собой;
- Луций Кальпурний Пизон Фруги (ум. после 70 до н. э.), член коллегии плебейских трибунов 89 года до н. э., претор по делам иноземцев 74 года до н. э.;
- Гай Кальпурний Пизон (ок. 111 — после 61 до н. э.), консул-оптимат 67 года до н. э., проконсул Трансальпийской Галлии в 66—65 годах до н. э.;
- Луций Кальпурний Бестия (ум. после 43 до н. э.), плебейский трибун 62 года до н. э., бывший в разное время четырежды подзащитным Цицерона. Близкий друг Марка Антония[10][11]. Приходился, по одной из версий[3][4], внуком консулу 111 года до н. э. и, возможно[3], племянником Кальпурнии Бестии;
- Луций Семпроний Атратин Бестия (73 до н. э.—7), родной по крови сын предыдущего, в юности был усыновлён неким Луцием Семпронием Атратином в род Семпрониев. Консул-суффект в 34 году до н. э.;
- Марк Пупий Пизон Фруги Кальпурниан (ок. 115 — между 60 и 47 до н. э.), консул 61 года до н. э., сыгравший важную роль в деле популяра Клодия;
- Марк Кальпурний Бибул (не позже 102 — февраль 48 до н. э.), консул в 59 до н. э., политический противник Гая Юлия Цезаря, ставленник оптиматов, был начальником флота у Помпея Великого, не сумел противодействовать переправе Юлия Цезаря и умер ещё до битвы при Диррахие;
- Луций Кальпурний Пизон Цезонин (ум. 43 до н. э.), консул Республики 58 года до н. э., тесть диктатора Гая Юлия Цезаря;
- Кальпурния Пизонис (ок. 76 — после 44 до н. э.), родная дочь предыдущего, выданная замуж за Юлия Цезаря. Ранним утром 15 марта 44 года до н. э. умоляла супруга не идти в сенат, так как ей накануне приснился дурной (впоследствии оказавшийся вещим) сон;
- Луций Кальпурний Бибул (ок. 68—32 до н. э.), один из сыновей консула 59 года до н. э., наместник Сирии;
- Гай Кальпурний (ум. после 23 до н. э.[12]), плебейский эдил-суффект 23 года до н. э.[13][12];
- Гай Кальпурний Бибул (ум. после 22[14]), член коллегии эдилов в 22 году[15][14];
- Луций Кальпурний Пизон, именуемый «Понтификом» (ум. 32), член коллегии понтификов, ординарный консул Римской империи в 15 году до н. э., префект Рима в 13—32 гг. Приходился сыном консулу 58 года до н. э. и душеприказчику Гая Юлия Цезаря. Тем не менее, среди современников «прославился» своим пьянством;
- Гней Кальпурний Пизон (ум. 20), современник императора Тиберия. Сопровождал Германика на Восток и общественным мнением обвинялся в его отравлении. Был известен своей жестокостью. Во время судебного разбирательства дела о смерти Германика найден убитым;
- Кальпурний Статура[16] (ум. до 62[17]), начинающий поэт[17], друг детства Гая Цезия Басса и Персия[17][16];
- Гай Кальпурний Пизон (ум. 65), центральная фигура «заговора Пизона»;
- Луций Кальпурний Пизон Фруги (ум. 261/262), император Древнего Рима в 261 году.